# مرباع
المِرْبَاع (بالإنجليزية: Quaternion)‏ في مجال الرياضيات هو امتداد عملية غير تبديلية للأعداد المركبة. وصَف المرباع السير ويليام هاميلتون في عام 1843 وطبقهم على الميكانيك في الفضاء ثلاثي الأبعاد. في البداية تم اعتبار المرباع عنصرًا غير مفيد لأنه يخالف قانون العملية التبديلية ab = ba. على الرغم أنه تم الاستعاضة عنه في كثير من التطبيقات بالأشعة والمصفوفات، إلا أنه ما زال يوجد له العديد من الاستخدامات في الرياضيات النظرية والتطبيقية، بشكل خاص الحسابات المتعلقة بالدوران ثلاثي الأبعاد كما في الرسوميات الحاسوبية ثلاثية الأبعاد.
في العصر الحديث يشار إلى المرباع بالرمز الجبري H نسبة إلى العالم هاميلتون أو باستخدام الرمز العريض {\displaystyle \mathbb {H} }.

## التسمية
يُسمَّى المرباع أيضًا: المِرْبَاعِيَّة أو العدد الرباعي العقدي أو الكواترنيون.

## التعريف
| × | 1 | i  | j  | k  |
| - | - | -- | -- | -- |
| 1 | 1 | i  | j  | k  |
| i | i | −1 | k  | −j |
| j | j | −k | −1 | i  |
| k | k | j  | −i | −1 |

تعرف المرباع على شكل حلقة
{\displaystyle \mathbb {H} =\{a+bi+cj+dk|a,b,c,d\in \mathbb {R} \}}
وتكون عملية الجمع على الشكل التالي:
{\displaystyle (a_{1}+b_{1}i+c_{1}j+d_{1}k)+(a_{2}+b_{2}i+c_{2}j+d_{2}k)\,}
{\displaystyle =(a_{1}+a_{2})+(b_{1}+b_{2})i+(c_{1}+c_{2})j+(d_{1}+d_{2})k\,}
وعملية الطرح كما يلي:
{\displaystyle (a_{1}+b_{1}i+c_{1}j+d_{1}k)(a_{2}+b_{2}i+c_{2}j+d_{2}k)\,}
وباستخدام قانون التوزيع وتطبيق العلاقات المعرفة ينتج لدينا:
{\displaystyle i^{2}=j^{2}=k^{2}=ijk=-1,\,}
بحيث أن كل مرباع هي علاقة خطية حقيقية متفردة للزمر الرباعية الأساسية 1, i, j, k.

## الخصائص

### الجداء البسيط
من أجل أي مرباع تعطى الصيغ الأساسية لجداء عوامل المرباع على الشكل التالي:
{\displaystyle i^{2}=j^{2}=k^{2}=ijk=-1\,}
حيث i, j, k
وتلخص جداءات العناصر الرئيسية للمرابيع في الجدول التالي:
{\displaystyle {\begin{matrix}ij&=&k,&&&&ji&=&-k,\\jk&=&i,&&&&kj&=&-i,\\ki&=&j,&&&&ik&=&-j.\end{matrix}}}
على سبيل المثال: بما أن
{\displaystyle -1=ijk,\,\!}
فإن حاصل الجداء اليميني لكلا طرفي المعادلة بـ k يعطي:
{\displaystyle {\begin{matrix}-k&=&ijkk,\\-k&=&ij(-1),\\k&=&ij.\end{matrix}}\,\!}
وبمثل هذه الطريقة يتم الحصول على كامل جدول الضرب.
على خلاف جداء الأعداد الحقيقية أو العقدية، فإن جداء الكواتيرنيون ليس عملية تبديلية مثلاً {\displaystyle ij=k}, بينما {\displaystyle ji=-k}.
إن الخاصة اللاتبديلية لجداء الكواتيرنيون له خصائص غير متوقعة، مثلاً فإن المعادلات متعددة الحدود الممثلة على شكل كواتيرنيونات من الممكن أن يكون لها عدد حلول فريدة أكثر من درجة المعادلة. مثلاً المعادلة
```

  

    

      

        

          
z

          

            
2

          

        

        
+

        
1

        
=

        
0

      

    

    
{\displaystyle z^{2}+1=0}

  

```

تملك عدد حلول لانهائي للكواتيرنيون تعطى بالعلاقة
```

  

    

      

        
z

        
=

        
b

        
i

        
+

        
c

        
j

        
+

        
d

        
k

      

    

    
{\displaystyle z=bi+cj+dk}

  

 حيث 

  

    

      

        

          
b

          

            
2

          

        

        
+

        

          
c

          

            
2

          

        

        
+

        

          
d

          

            
2

          

        

        
=

        
1

      

    

    
{\displaystyle b^{2}+c^{2}+d^{2}=1}

  

```

حيث تمثل مجموعة الحلول كرة واحدية متمركزة في الفضاء العقدي الثلاثي الأبعاد الذي هو فضاء جزئي من فضاء الكواتيرنيون، وتقطع هذه الكرة المستوي العقدي فقط عند قطبيها {\displaystyle i} و{\displaystyle -i}.

## اقرأ أيضا
- ويليام روان هاميلتون
- هاملتوني (ميكانيكا الكم)